# Johan Anton von Matérn (1683–1767)
Johan Anton Matérn, adlad von Matérn, född den 22 oktober 1683 i Stockholm, död den 20 december 1767 i Alvhem i Skepplanda socken, Älvsborgs län, var en svensk militär och kartograf. Han var farfar till Johan Anton von Matérn.
von Matérn blev konduktör vid fortifikationen 1704 och löjtnant där 1708. Han blev 1708 kommenderad från armén för att göra kartor över Polen, Samogitien och Litauen. von Matérn bevistade samma år slaget vid Holofzin samt 1709 belägringen av Poltava, där han med egen hand uppsatte skanskorgarna längs efter linjen till betäckning av svenska armén. Han blev fången vid Perevolotjna samma år och förd till Tobolsk i Sibirien, där han sysselsatte sig med kartors förfärdigande över nämnda land. von Matérn kom 1722 hem ifrån fångenskapen och förestod sedan fästningsbyggnaderna vid Oxdjupet utanför Stockholm. Han tilldelades kaptens karaktär 1722, blev kapten vid fortifikationsbrigaden i Göteborg 1731, major där 1741, generalkvartermästarelöjtnant vid finska brigaden 1742 och flyttad till Stockholmsbrigaden och fortifikationskontoret 1744. von Matérn blev överste och kommendant i Landskrona 1748. Han adlades 1751 och introducerades 1756 under nummer 1963. von Matérn beviljades avsked 1760. Han blev riddare av Svärdsorden 1748.